# Zeballos (Uruguay)
Zeballos est une localité uruguayenne du département de Paysandú.

## Localisation
Située dans le centre du département de Paysandú et à l’ouest de l’ arroyo Gualeguay, Zeballos se trouve à 90 km de Paysandú, la capitale départementale. On y accède par un chemin vicinal depuis le kilomètre 81 de la route 26, dont elle est distante de 7 km.

## Population
| 2004 | 2011 |
| ---- | ---- |
| -    | 81   |

## Source
- (es) Cet article est partiellement ou en totalité issu de l’article de Wikipédia en espagnol intitulé « Zeballos » (voir la liste des auteurs).